# Clearlake
Clearlake – miasto w Stanach Zjednoczonych, w stanie Kalifornia, w hrabstwa Lake.